# HMS Enterprise (1848)

HMS Enterprise — английское парусное научно-исследовательское судно XIX века, заложенное как торговое. В 1848—1849 гг служило флагманским кораблём экспедиции Росса, направленной на поиски пропавшей экспедиции Франклина. Продано на слом в 1903 году.